# Desvergers
Desvergers, pseudonimo di Armand-Sacré Chapeau (Orléans, 22 settembre 1794 – Parigi, 26 giugno 1851), è stato un drammaturgo francese.

## Biografia
Della vita di Desvergers sappiamo poco a parte qualche riga che gli è stata dedicata dalla stampa, in particolare in occasione della sua morte, come in Le Nouvelliste dell'11 luglio 1851:
Sappiamo anche che si è sposato il 12 dicembre 1822 con Hélène-Elisa Rachel nel 10º arrondissement e che aveva almeno un figlio Étienne-Armand-Albert nato il 27 marzo 1827.

## Opere
È autore di più di cento vaudeville, da solo o in collaborazione, tra il 1824 e il 1848.
- 1824: L'Anneau de Gygès, commedia-vaudeville in un atto con Étienne Arago;
- 1824: Le Pont de Kehl, ou Les Faux Témoins, melodramma in 3 atti con Cuvelier e Arago;
- 1826: Lia, ou Une nuit d'absence, dramma-vaudeville in 2 atti con Arago al Théâtre du Vaudeville in beneficenza delle vittime dell'incendio di Salins[7]
- 1826: C'est demain le treize ou Le Sentiment et l'almanach con Arago;
- 1827: L'Avocat, mélodramma in 3 atti e à spectacle con Arago;
- 1827: Le Départ, séjour et retour, romanzo-vaudeville in 3 periodi con Charles Varin e Arago;
- 1828: Yelva, ou l'Orpheline russe vaudeville in 2 parti con Eugène Scribe e Ferdinand de Villeneuve;
- 1828: La Matinée aux contre-temps commedia-vaudeville in un atto con Félix-Auguste Duvert e Victor (Varin);
- 1829: Le Malade par circonstance, vaudeville con Varin e Arago;
- 1829: Le Choix d'une femme, commedia vaudeville in 1 atto, con Charles-Gaspard Delestre-Poirson e Varin;
- 1830: Arwed, ou les Représailles, épisode de la guerre d'Amérique, dramma in 2 atti misto a distici con Varin e Arago;
- 1831: Les Jeunes Bonnes et les Vieux Garçons, commedia-vaudeville con Varin;
- 1832: Le Jeune Homme à marier, ou le Choix d'une femme, commedia-vaudeville in 1 atto, con Delestre-Poirson e Varin;
- 1833: Une passion vaudeville in un atto con Varin e **;
- 1833: Une répétition générale vaudeville in un atto con Scribe e Varin;
- 1833: Les Femmes d’emprunt, vaudeville in un atto con Varin.
- 1833: Christophe ou Cinq pour un, vaudeville in un atto, con Paul Duport e Varin;
- 1834: Théophile, ou Ma vocation commedia-vaudeville in un atto con Varin e Arago;
- 1834: Les Malheurs d'un joli garçon vaudeville in un atto con Varin e Arago;
- 1834: Georgette commedia-vaudeville in un atto con Varin e Laurencin;
- 1834: Ma femme et mon parapluie, commedia-vaudeville in un atto con Laurencin e Varin;
- 1834: Le Capitaine Roland, commedia-vaudeville in 1 atto, con Varin e Édouard Monnais;
- 1835: Les Pages de Bassompierre con Varin e Arago;
- 1836: Le Oui fatal, ou le Célibataire sans le savoir commedia-vaudeville in un atto con Varin;
- 1836: Le Chapître des informations commedia in un atto con Varin;
- 1836 : Un bal du grand monde, vaudeville con Charles Victor Varin;
- 1836: Balthasar, ou le Retour d'Afrique vaudeville in un atto con Varin e Louis Desnoyers;
- 1836: Casanova au Fort Saint-André, vaudeville in 3 atti con Varin e Arago; da cui Albert Lortzing ha tratto un opéra-comique in 3 atti: Casanova, nel 1841 a Lipsia;
- 1836: Le Tour de France, ou Un an de travail vaudeville in un atto con Varin;
- 1836: Feu mon frère commedia-vaudeville in un atto;
- 1837: Le Tourlourou vaudeville in 5 atti con Varin e Paul de Kock;
- 1837: Mal noté dans le quartier tableau popolare in un atto con Hippolyte Leroux;
- 1837: Le Mari à la ville et la femme à la campagne, vaudeville con Varin e Arago;
- 1837: Le Secret de mon oncle, vaudeville con Varin e Arago;
- 1838: La Cachuca, ou Trois Cœurs tout neufs vaudeville con Martin e Lubize;
- 1838: L'Ouverture de la chasse tableau-vaudeville in un atto con Gustave Albitte;
- 1839: La Gitana vaudeville in 3 atti con Laurencin;
- 1839: Les Brodequins de Lise vaudeville in un atto con Laurencin e Gustave Vaëz;
- 1845: L'Article 170, ou Un mariage à l'étranger commedia in 2 atti con Louis Dugard;
- 1847: Barbe-Bleue, ou la Fée Perruchette, féérie-vaudeville in 3 atti e 15 quadri con Aimé Bourdon, musica di Joseph-Simon Lautz;